# Campionati del mondo di ciclocross - Gara maschile Under-23
La gara maschile Under-23 è una delle prove disputate durante i campionati del mondo di ciclocross. Riservata ad atleti di età compresa tra 19 e 22 anni, si è svolta per la prima volta nel 1996.

## Albo d'oro
Aggiornato all'edizione 2025.
| Anno | Vincitore              | Secondo                | Terzo                   |
| ---- | ---------------------- | ---------------------- | ----------------------- |
| 1996 | Miguel Martinez        | Patrick Blum           | Zdeněk Mlynář           |
| 1997 | Sven Nys               | Bart Wellens           | Christophe Morel        |
| 1998 | Sven Nys               | Bart Wellens           | Petr Dlask              |
| 1999 | Bart Wellens           | Tom Vannoppen          | Tim Johnson             |
| 2000 | Bart Wellens           | Tom Vannoppen          | Davy Commeyne           |
| 2001 | Sven Vanthourenhout    | Tomáš Trunschka        | David Kášek             |
| 2002 | Thijs Verhagen         | Davy Commeyne          | Tomáš Trunschka         |
| 2003 | Enrico Franzoi         | Wesley Van Der Linden  | Thijs Verhagen          |
| 2004 | Kevin Pauwels          | Mariusz Gil            | Martin Zlámalík         |
| 2005 | Zdeněk Štybar          | Radomír Šimůnek        | Simon Zahner            |
| 2006 | Zdeněk Štybar          | Lars Boom              | Niels Albert            |
| 2007 | Lars Boom              | Niels Albert           | Romain Villa            |
| 2008 | Niels Albert           | Aurélien Duval         | Cristian Cominelli      |
| 2009 | Philipp Walsleben      | Christoph Pfingsten    | Pawel Szczepaniak       |
| 2010 | Arnaud Jouffroy        | Tom Meeusen            | Marek Konwa             |
| 2011 | Lars van der Haar      | Mike Teunissen         | Karel Hnik              |
| 2012 | Lars van der Haar      | Wietse Bosmans         | Michiel van der Heijden |
| 2013 | Mike Teunissen         | Wietse Bosmans         | Wout Van Aert           |
| 2014 | Wout Van Aert          | Michael Vanthourenhout | Mathieu van der Poel    |
| 2015 | Michael Vanthourenhout | Laurens Sweeck         | Stan Godrie             |
| 2016 | Eli Iserbyt            | Adam Ťoupalík          | Quinten Hermans         |
| 2017 | Joris Nieuwenhuis      | Felipe Orts            | Sieben Wouters          |
| 2018 | Eli Iserbyt            | Joris Nieuwenhuis      | Yan Gras                |
| 2019 | Thomas Pidcock         | Eli Iserbyt            | Antoine Benoist         |
| 2020 | Ryan Kamp              | Kevin Kuhn             | Mees Hendrikx           |
| 2021 | Pim Ronhaar            | Ryan Kamp              | Timo Kielich            |
| 2022 | Joran Wyseure          | Emiel Verstrynge       | Thibau Nys              |
| 2023 | Thibau Nys             | Tibor Del Grosso       | Witse Meeussen          |
| 2024 | Tibor Del Grosso       | Emiel Verstrynge       | Jente Michels           |
| 2025 | Tibor Del Grosso       | Kay De Bruyckere       | Jente Michels           |

## Medagliere
| Pos.   | Nazione       | Oro | Argento | Bronzo | Totale |
| ------ | ------------- | --- | ------- | ------ | ------ |
| 1      | Belgio        | 13  | 15      | 8      | 36     |
| 2      | Paesi Bassi   | 9   | 5       | 6      | 20     |
| 3      | Rep. Ceca     | 2   | 3       | 6      | 11     |
| 4      | Francia       | 2   | 1       | 4      | 7      |
| 5      | Germania      | 1   | 1       | 0      | 2      |
| 6      | Italia        | 1   | 0       | 1      | 2      |
| 7      | Gran Bretagna | 1   | 0       | 0      | 1      |
| 8      | Svizzera      | 0   | 2       | 1      | 3      |
| 9      | Polonia       | 0   | 1       | 2      | 3      |
| 10     | Spagna        | 0   | 1       | 0      | 1      |
| 11     | Stati Uniti   | 0   | 0       | 1      | 1      |
| Totale | Totale        | 29  | 29      | 29     | 87     |